# Mazen Darwish
Mazen Darwish (arabisch مازن درويش, DMG Māzin Darwīš; geboren 1974) ist ein syrischer Rechtsanwalt und Menschenrechtler. Er ist Präsident des syrischen „Zentrums für Medien und Meinungsfreiheit“ und lebt in Deutschland im Exil.

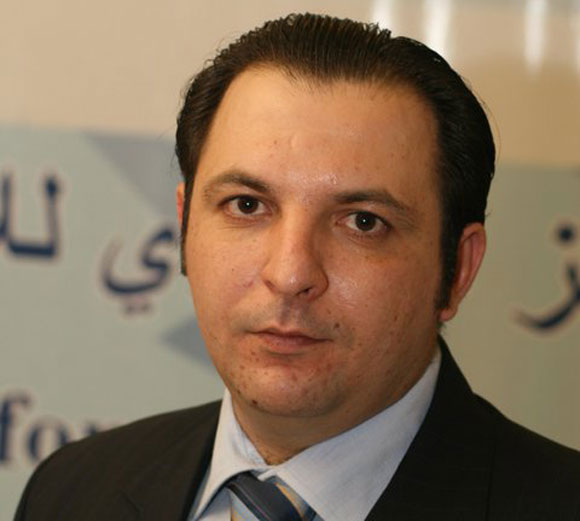
Mazen Darwish

## Leben
Darwish ist Präsident des syrischen „Zentrums für Medien und Meinungsfreiheit“ (Center for Media and Freedom of Expression, CMFE), einer Partnerorganisation von Reporter ohne Grenzen, die er im Jahr 2004 gründete. Der Organisation wurde von der syrischen Regierung die Akkreditierung verweigert, sie agierte aber weiter im Untergrund.
Im April 2008 wurde Darwish gemeinsam mit einem Kollegen verhaftet, nachdem sie über Aufstände in Adra, Syrien, einer Stadt in der Nähe von Damaskus berichtet haben. Er musste anschließend zehn Tage ins Gefängnis wegen „Diffamierung und Verunglimpfung der staatlichen Autorität“. Nach seiner Festnahme im Zuge der Stürmung der Büros seines Zentrums im Februar 2012 wurde er nicht mehr freigelassen und vor ein Militärgericht gestellt. Im Falle einer Verurteilung droht ihm die Todesstrafe. Im August 2015 wurde Darwish vorläufig freigelassen, einen Monat später gewährte ein Gericht ihm Amnestie.

## Preise
Für seinen unermüdlichen Kampf für die Presse- und Meinungsfreiheit in Syrien erhielt Mazen Darwish 2011 den Roland Berger Preis für Menschenwürde. Da er selbst nicht ausreisen durfte, nahmen seine Ehefrau und seine Mutter stellvertretend an der Preisverleihung in Berlin teil. 2012 wurde Darwish von der Menschenrechtsorganisation Reporter ohne Grenzen als Journalist des Jahres ausgezeichnet. Mazen Darwish wurde 2013 mit dem Bruno-Kreisky-Preis für Verdienste um die Menschenrechte ausgezeichnet. Er habe vor allem auf das Verschwinden von Berichterstattern und Bloggern in Syrien aufmerksam gemacht, so begründete die Bruno-Kreisky-Stiftung die Auszeichnung. Anstelle des inhaftierten Preisträgers nahm seine Ehefrau Yara Bader in Wien den Preis entgegen.
Im Mai 2014 wurde er von Reporter ohne Grenzen zum „Helden der Pressefreiheit“ ernannt. Der Bund der Lutherstädte zeichnete Darwish 2015 mit dem Preis „Das unerschrockene Wort“ um die Bemühungen um die Freilassung von Mazen Darwish und weiterer Journalisten zu unterstützen. Der Preis wurde in der Stadtkirche in Wittenberg an seine Frau überreicht. Im Februar 2015 wurde Mazen Darwish vom International Press Institute (IPI) zum World Press Freedom Hero ernannt. Ebenfalls 2015 wurde Darwish von der UNESCO mit dem Guillermo Cano World Press Freedom Prize ausgezeichnet. Im Jahr 2016 wurde er in Middelburg mit dem Four Freedoms Award in der Kategorie Meinungsfreiheit geehrt.
2018 wird er zusammen mit Yara Bader stellvertretend für das Syrian Center for Media and Freedom of Expression mit dem Shalom-Preis des Arbeitskreises Shalom des Studentischen Konvents der Katholischen Universität Eichstätt-Ingolstadt ausgezeichnet.
Im Dezember 2022 verliehen ihm die Außenministerinnen Frankreichs und Deutschlands den Deutsch-Französischen Preis für Menschenrechte und Rechtsstaatlichkeit.